# Euploea ferrari
Euploea ferrari är en fjärilsart som beskrevs av Robert Christopher Tytler 1939. Euploea ferrari ingår i släktet Euploea och familjen praktfjärilar. Inga underarter finns listade i Catalogue of Life.